# 雷格尼茨河
雷格尼茨河位于德国巴伐利亚州，由雷德尼茨河和佩格尼茨河在菲尔特汇流而成，流经埃朗根、福希海姆，最终在班贝格注入美因河。
雷格尼茨河在班贝格附近有一小段成为莱茵-美因-多瑙运河的一部分。